# Zyzzya fuliginosa
Zyzzya fuliginosa är en svampdjursart som först beskrevs av Carter 1879.  Zyzzya fuliginosa ingår i släktet Zyzzya och familjen Acarnidae. Inga underarter finns listade i Catalogue of Life.